# 宇宙作戦群
宇宙作戦群（うちゅうさくせんぐん、英称：Space Operations Group）は、航空自衛隊のスペースデブリ等監視部隊。2022年（令和4年）3月17日、航空自衛隊府中基地に防衛大臣直轄部隊として新編された。
本記事では、前身である宇宙作戦隊についてもあわせて記述する。

## 概要

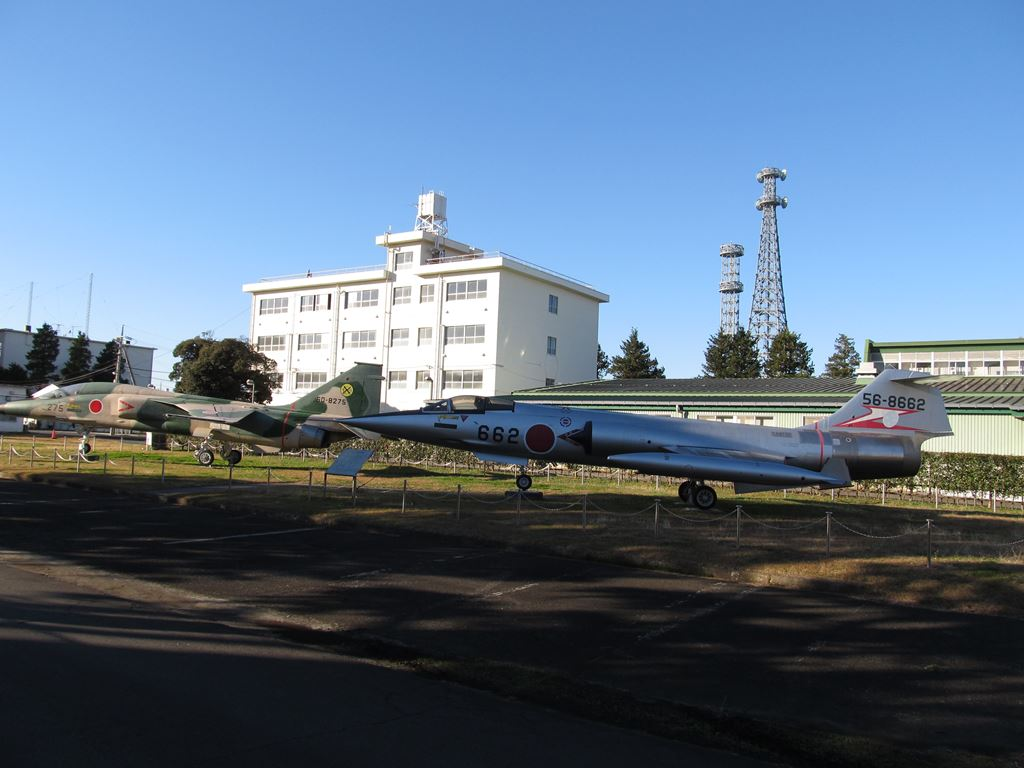
宇宙作戦隊のある府中基地

宇宙作戦隊隊旗

2022年（令和4年）3月17日、宇宙作戦群は「宇宙作戦隊」を母体とする宇宙領域専門部隊として新編された。
防衛省は日本の人工衛星を守るため、不審な人工衛星や宇宙ごみを監視する体制の整備を本格化させると発表した。
2022年度には、府中基地の作戦隊を「第1宇宙作戦隊」に改編した上で、関連装備を維持・管理する約10人の「宇宙システム管理隊」も置き、「第2宇宙作戦隊」を航空自衛隊防府北基地（山口県防府市）に新設し、第2宇宙作戦隊を含む「宇宙作戦群」を拡充する。作戦群全体で120人程度に増やす。なお、将官を指揮官とする専門部隊に改編予定である。宇宙作戦群は、レーダーや人工衛星を運用する宇宙状況監視（SSA）システムの運用が始まる2023年度に本格稼働を予定。2026年度までにSSA衛星の打ち上げを目指している。
シンボルマークは隊員が考案したもので、正面の十字は宇宙を象徴する「星」をイメージし、地球及び衛星軌道は常続不断の監視をイメージ、6つの丸は、防衛省初となる宇宙監視専用レーダーを意味し、合計20個の星は、2020年に部隊を新編したことを意味している。

## 任務
JAXAやアメリカ宇宙軍と協力し、宇宙空間の常時監視体制を構築する。これにより、スペースデブリや他国の人工衛星等が日本の人工衛星に影響を及ぼさないかの監視や日本の人工衛星を他国からの攻撃や妨害、それに宇宙ごみから守るための「宇宙状況監視」を行う。宇宙状況監視には、第1宇宙作戦隊が運用する宇宙監視用のレーダーが用いられ、レーダーは山口県山陽小野田市の防府北基地（レーダー地区）に設置されている。
他にも、電波妨害や不審な人工衛星や高度約３万６千キロの静止軌道の監視を行なう予定であるほか、JAXAやアメリカ宇宙軍とも連携して「宇宙状況監視システム」を整備し、情報共有システムの構築を図る予定である。
本格稼働は2023年（令和5年）度の予定。また、JAXA、米軍と互いに情報を共有するシステムも、2023年度から運用が始まる予定。

## 部隊の変遷・前身

### 宇宙作戦隊
「宇宙作戦隊」は宇宙作戦群の前身となった部隊である。
防衛省が2019年（令和元年）12月20日に発表した令和2年度予算案において、航空自衛隊に「宇宙作戦隊（仮称）」を新編する関連経費が盛り込まれた。2020年（令和2年）1月23日に「宇宙作戦隊」新編などを盛り込んだ防衛省設置法改正案が第201回通常国会に提出され、4月17日に可決、成立した。部隊名は2020年5月8日に正式に「宇宙作戦隊」と決定された。
「宇宙作戦隊」は2020年（令和2年）5月18日、府中基地に大臣直轄部隊として発足し、初代隊長の阿式俊英2佐以下約20人が編成を完結した。これに伴い、「宇宙」職種が新設された。また、発足当時から100人規模への増員予定が報道されていた。
2022年3月、「宇宙作戦群」新編に伴い廃止された。

### 宇宙作戦群[25]
2022年（令和4年）3月、宇宙作戦隊を母体として「宇宙作戦群」が新編された。
この時の宇宙作戦群は、群司令（1等空佐）を指揮官として、指揮官を支える群本部、宇宙作戦の指揮統制を担う宇宙作戦指揮所運用隊、宇宙状況監視を担任する宇宙作戦隊で編成された。
2023年（令和5年）3月にさらなる部隊改編が行われ、防府北基地に部隊が新編され2個宇宙作戦隊を擁する体制となった。

### 将来
2021年4月、第41回宇宙安全保障部会において、防衛省職員が「宇宙作戦団」や「宇宙作戦集団」へのアップグレード構想を語った。
2022年12月、防衛力整備計画において、将官を指揮官とする宇宙領域専門部隊を新編し、宇宙作戦群を置き換える計画が示された。
宇宙作戦群は、段階的に新編される「宇宙作戦団（仮称、2025年度末新編予定）」や「宇宙作戦集団（仮称）」の隷下に入る。
2025年度に新編される「宇宙作戦団」では、将補を指揮官とした4個群320名規模に増員され、SDA衛星（後述）の運用能力を構築する。
2027年度までの最終的な目標である「宇宙作戦集団」では、将官を指揮官として、隷下に「宇宙作戦団」「宇宙作戦指揮群」「宇宙作戦情報隊」が置かれる予定である。
これらの宇宙領域専門部隊では、宇宙状況把握（SDA）能力の整備が計画されている。
SDA整備の一環として、2022年度からSSAレーダーが運用されているほか、2026年度からSDA衛星の運用が開始される。このSDA衛星は静止軌道上で移動し、他国の人工衛星などを監視する。

## 沿革
- 2020年（令和2年）5月18日：府中基地に大臣直轄部隊の「宇宙作戦隊」として発足[6][21]。
- 2022年（令和4年）3月17日：府中基地に「宇宙作戦群」として新編・改称[2][5][23]。

1. 群本部、宇宙作戦指揮所運用隊を新編。
2. 宇宙作戦隊を編合。

- 2023年（令和5年）3月16日：部隊改編[33][34][35]

1. 宇宙作戦隊を「第1宇宙作戦隊」に改称。
2. 「第2宇宙作戦隊」を防府北基地に新編[35]。
3. 「宇宙システム管理隊」を新編[35]。

- 2024年（令和6年）3月21日：部隊改編

1. 「宇宙システム管理隊」を「第1宇宙システム管理隊」に改称。
2. 「第2宇宙システム管理隊」を防府北基地に新編[36]。

- 2025年（令和7年）3月3日：第1宇宙作戦隊が運用する宇宙監視レーダーの運用を防府北基地レーダー地区にて開始[37][13]。
- 時期不詳：「宇宙作戦集団」に改編。隷下に「宇宙作戦団」「宇宙作戦指揮群」「宇宙作戦情報隊」、4個の「宇宙作戦隊」を置く[30]。

## 部隊編成
宇宙作戦群：2024年（令和6年）3月21日現在
府中基地
- 宇宙作戦群本部
- 宇宙作戦指揮所運用隊（宇宙作戦全般の指揮統制を担任）[2]
- 第1宇宙作戦隊（宇宙状況監視を担任）[2]
- 第1宇宙システム管理隊（SSAシステム等の維持整備を担任）

防府北基地
- 第2宇宙作戦隊（他国からの妨害監視を担任）

- 第2宇宙システム管理隊（衛星妨害状況把握装置等の維持整備を担任）

## 主要幹部
| 官職名                  | 階級    | 氏名     | 補職発令日     | 前職                                                  |
| ----------------------- | ------- | -------- | -------------- | ----------------------------------------------------- |
| 宇宙作戦群司令          | 1等空佐 | 石井浩之 | 2024年12月20日 | 作戦システム運用隊司令 兼 横田基地司令                |
| 副司令                  | 1等空佐 | 三輪大輔 | 2025年03月03日 | 航空幕僚監部防衛部事業計画第2課 宇宙領域班長          |
| 第1宇宙作戦隊長         | 1等空佐 | 恩田雄太 | 2023年03月16日 | 宇宙作戦隊長 ※2024年1月1日 1等空佐昇任                |
| 第2宇宙作戦隊長         | 2等空佐 | 平山雅也 | 2023年03月16日 |                                                       |
| 宇宙作戦指揮所運用隊長  | 1等空佐 | 阿式俊英 | 2025年08月19日 | 宇宙作戦群勤務 兼 航空幕僚監部防衛部事業計画第2課勤務 |
| 第1宇宙システム管理隊長 | 3等空佐 | 平池泰周 | 2023年03月16日 |                                                       |
| 第2宇宙システム管理隊長 |         |          |                |                                                       |

| 代 | 氏名     | 在職期間                        | 前職                                         | 後職                                                 |
| -- | -------- | ------------------------------- | -------------------------------------------- | ---------------------------------------------------- |
| 01 | 玉井一樹 | 2022年03月17日 - 2023年03月15日 | 航空幕僚監部防衛部事業計画第2課 宇宙領域班長 | 宇宙作戦群副司令                                     |
| 02 | 杉山公俊 | 2023年03月16日 - 2024年12月19日 | 航空自衛隊幹部学校 航空研究センター長        | 中部航空警戒管制団司令 兼 入間基地司令（空将補昇任） |
| 03 | 石井浩之 | 2024年12月20日 -                | 作戦システム運用隊司令 兼 横田基地司令       |                                                      |

## 関連装備品・施設
- 府中基地（東京都府中市）：宇宙作戦群の拠点。
  - SSA運用システム
  - SSAレーザー測距装置　3式
- 防府北基地（山口県防府市）
  - 衛星妨害状況把握装置[注 3][注 4]
- 防府北基地レーダー地区（山口県山陽小野田市海上自衛隊山陽受信所跡地)[12][40]
  - SSAセンサーシステム（SSAレーダー）[注 5]

### レーダ設備
SSAレーダ設備の計画時の性能諸元は以下の通り。「旧海上自衛隊山陽通信所」を転用した「防府北基地レーダー地区」に設置されるが、府中基地の第1宇宙作戦隊が遠隔運用する。
- 所在地：山口県山陽小野田市津布田
- レーダ数：6基
- パラボラアンテナ直径：約13m
- 探知距離：約40,000km
- 使用周波数帯：X帯（8GHz - 12GHz）